# The Body Electric
The Body Electric är en låt av det kanadensiska bandet Rush. Den släpptes som singel och återfinns på albumet Grace Under Pressure, släppt den 12 april 1984.
Låten spelades först år 1983 och 1984 totalt 84 gånger. Påföljande år spelades den fem gånger. År 2013 spelades låten live nio gånger och det var det sista året de spelade låten.